# 라자르 안겔로프
라자르 안겔로프(불가리아어: Лазар Ангелов, 1984년 9월 22일 ~ )는 불가리아의 피트니스 모델, 보디빌더, 퍼스널 트레이너이다.

## 내력
안겔로프는 1984년 9월 22일 소피아에서 태어났다. 트레이너가 되기 전에는 16살에 청소년 국가대표팀원으로 활동하는 등 10년간 농구 선수로 활동했다. 18살에는 군대에 입대하였으며, 군생활을 하면서 보디빌딩을 하였다. 2006년 국민 체육 아카데미(Национална спортна академия)로부터 퍼스널 트레이너 자격증을 취득했다.